# Massimo Dutti
Massimo Dutti («Ма́ссімо Ду́тті») — компанія з виробництва одягу в складі іспанської групи Inditex. З моменту заснування в 1985 року орієнтувалася на виробництво чоловічого одягу.
В 1991 році Inditex  викупила 65% акцій компанії, а згодом — повний пакет. З цього часу палітра продукції була розширена жіночим і дитячим одягом, а також парфумерною продукцією. В даний час в 45 країнах працює понад 500 магазинів Massimo Dutti. У штаті компанії працює близько 4000 співробітників, з них 2800 — в Іспанії.
Штаб-квартира компанії знаходиться в Тордере, провінція Барселона.
Духи і аромати під брендом  Massimo Dutti  випускаються на ринок у співпраці з іспанською компанією Puig.